# Kokedama

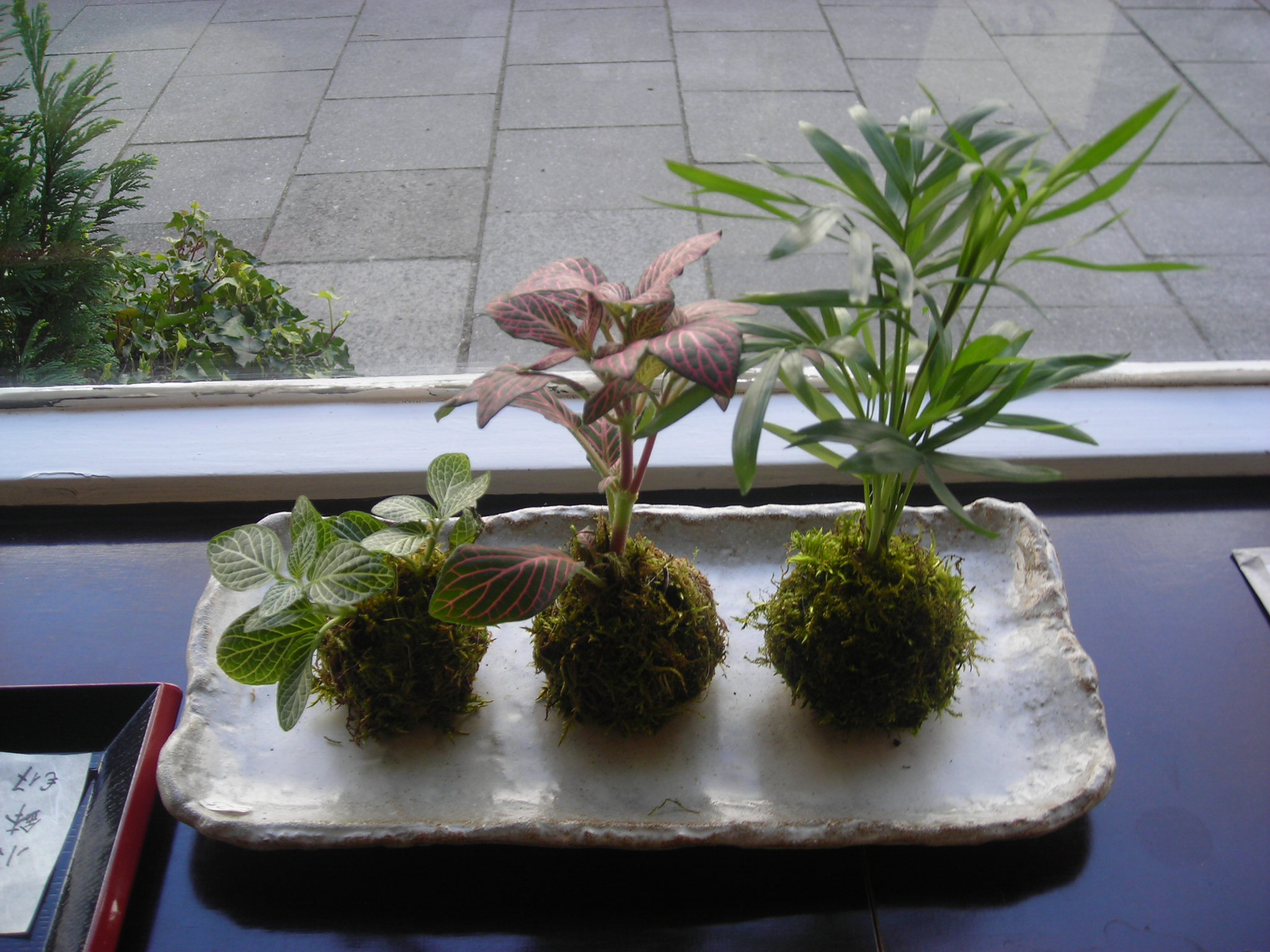
Kokedama

Kokedama (jap. 苔玉, dt. „Moosball“) ist ein Ball aus Moos, auf dem eine Zierpflanze wächst. Die Pflanzidee stammt aus Japan, wo sie sehr verbreitet und beliebt ist.

## Herstellung
Kokedamas werden die Bonsais der armen Leute genannt. Hergestellt werden sie, indem eine Kugel aus feuchter Akadamaerde (roter Lehmerde) und Keto (Schwarztorf) geformt wird. In diese wird die Pflanze gesetzt, darauf das Moos. Fixiert wird das Gebilde noch mit Aluminiumdraht. Sie müssen regelmäßig gegossen bzw. eingeweicht werden.